# Ruta 2 (Bolivia)

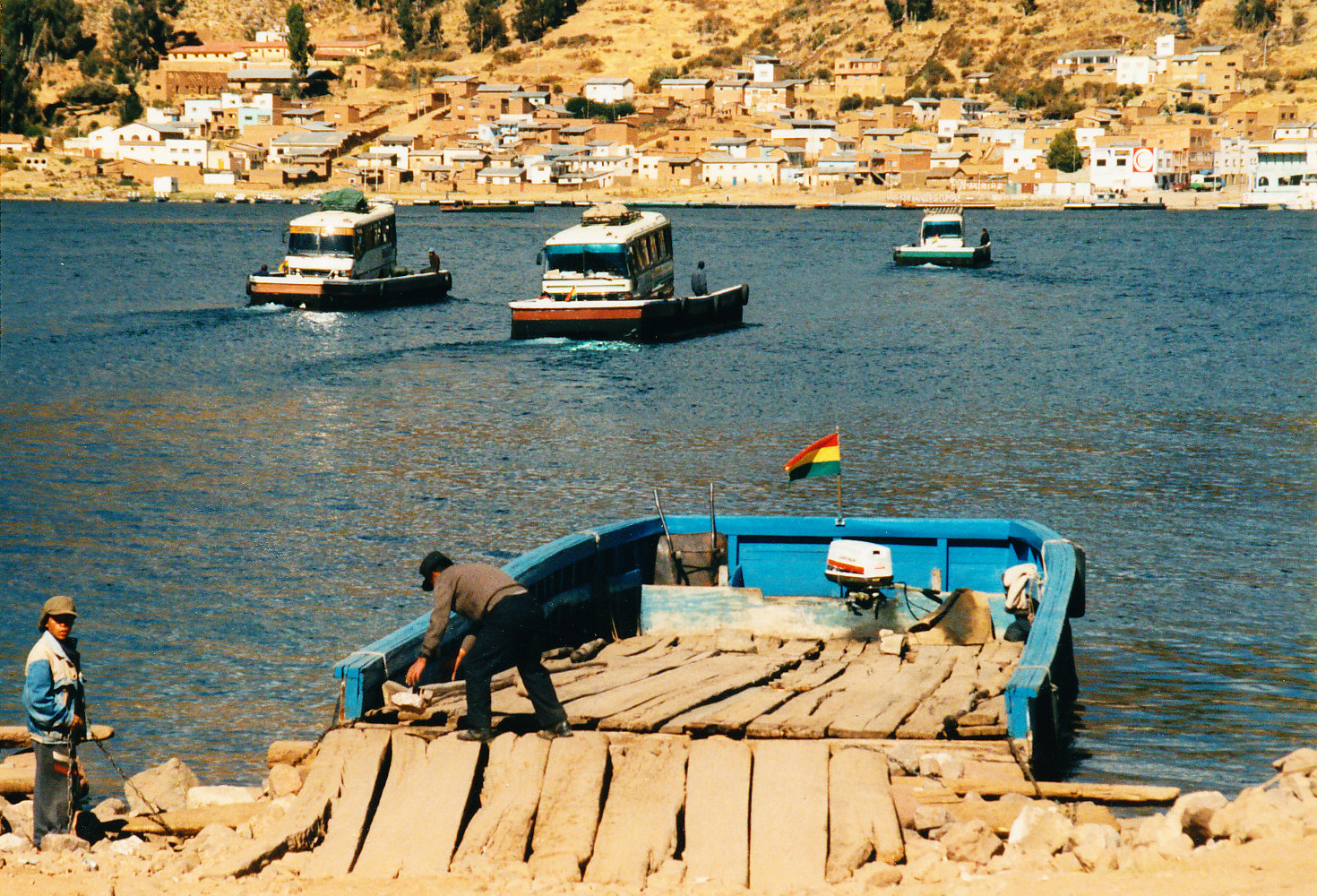
Ruta Nacional 2 en la localidad de Tiquina

La Ruta Nacional 2 (RN2 o F2) conocida en algunos de sus tramos como Carretera La Paz-Copacabana, es una carretera boliviana totalmente asfaltada de 155 kilómetros de longitud y de carácter internacional, ubicada enteramente en la parte occidental de Bolivia en el departamento de La Paz. La carretera recorre 7 municipios del departamento. La trayectoria de la Ruta 2 atraviesa la jurisdicción territorial de los municipios de: Copacabana, Tiquina, Huarina, Batallas, Pucarani, El Alto y La Paz.
La ruta comienza en la localidad fronteriza de Kasani en el límite de la frontera con el Perú y finaliza en la ciudad de La Paz (sede de gobierno de Bolivia).
Este camino fue incluido en la Red Vial Fundamental por Decreto Supremo 25.134 del 21 de agosto de 1998 durante el segundo gobierno de Hugo Banzer Suarez.

## Ciudades
Las ciudades de más de 1000 habitantes por las que pasa este ruta de noroeste a sudoeste son:
- km 0: Kasani
- km 8: Copacabana
- km 85: Huarina
- km 105: Batallas
- km 142: El Alto
- km 155: La Paz